# Alberto Tarchiani
Mario Alberto Tarchiani (Roma, 1º novembre 1885 – Roma, 30 novembre 1964) è stato un giornalista, politico e diplomatico italiano.

## Biografia

### L'attività giornalistica giovanile
Patriota, intransigente antifascista, abile politico e intelligente diplomatico, così può essere sintetizzata la figura di Alberto Tarchiani.
Iniziò l'attività giornalistica nel 1903, a diciotto anni, collaborando al "Nuovo Giornale" di Firenze. Nel 1907 si trasferì negli Stati Uniti, dove lavorò come corrispondente di alcuni giornali italiani. Interventista convinto, rientrò in Italia nel 1918 per arruolarsi volontario in fanteria. Dal 1919 al 1925 fu redattore capo del Corriere della Sera sotto la direzione di Luigi Albertini. Si dimise dal giornale milanese quando il fascismo ne prese il controllo - lo stesso Albertini ne lasciò la direzione il 28 novembre del '25 - ed emigrò a Parigi, mèta di molti esuli antifascisti.

### L'esilio in Francia
Nella capitale francese, Tarchiani ebbe modo di legarsi al gruppo che si era riunito attorno alla figura di Gaetano Salvemini. Il 1929 fu un anno cruciale per la sua attività antifascista. Infatti, con Gioacchino Dolci, fu il principale organizzatore della fuga dal confino di Lipari, avvenuta il 27 luglio, di Carlo Rosselli, Emilio Lussu e Francesco Fausto Nitti (la fuga fu realizzata grazie ad un motoscafo guidato da Italo Oxilia che li portò a Tunisi).
Nell'agosto del 1929, su iniziativa di Tarchiani, Rosselli, Gaetano Salvemini, Alberto Cianca, Emilio Lussu, Francesco Fausto e Vincenzo Nitti, all'Hôtel du Nord de Champagne, a Montmartre, si formò Giustizia e Libertà, un movimento a pregiudiziale repubblicana, con il proposito di riunire tutte le formazioni non comuniste che intendevano combattere e porre fine al regime fascista.
Nel dicembre del 1929 Rosselli, Tarchiani e altri appartenenti al gruppo di GL, a seguito di un complotto dell'agente dell'OVRA Ermanno Menapace, furono arrestati con l'accusa di progettare un attentato ai danni del ministro italiano della giustizia Alfredo Rocco. Le accuse, totalmente false, caddero ben presto e gli imputati furono scagionati, ma come conseguenza della vicenda vennero "ufficialmente" espulsi dalla Francia; ottennero peraltro dei permessi provvisori che permisero loro di rimanervi.
Tra le attività di propaganda antifascista organizzate e finanziate da Rosselli e Tarchiani, vi è da ricordare il temerario volo propagandistico su Milano di Giovanni Bassanesi, presidente della sezione parigina della Lega dei Diritti dell'Uomo, che nel luglio del 1930, insieme a Gioacchino Dolci, lanciò sul capoluogo lombardo centocinquantamila volantini di GL con l'invito a "Insorgere" e "Risorgere". L'azione ebbe come conseguenza un processo, tenutosi a Lugano, per violazione dello spazio aereo dove però gli imputati (Rosselli, Tarchiani e Bassanesi) furono tutti assolti e il regime fascista ne risultò moralmente condannato.
Nel 1934, Tarchiani lasciò il gruppo di GL, per divergenze ideologiche con Rosselli, ma non cessò la sua attività di antifascista convinto. Il 4 dicembre 1937, a Parigi, il repubblicano Randolfo Pacciardi, reduce dalla Guerra civile spagnola fondò il settimanale “La Giovine Italia”; tale pubblicazione non volle essere un organo del Partito Repubblicano Italiano, ma l'interprete di una vasta corrente d'opinione antifascista, d'estrazione democratica e mazziniana.
Tarchiani affiancò fin dall'inizio Pacciardi nella conduzione politica e giornalistica del settimanale, per assumere ben presto la responsabilità del notiziario e dei commenti di politica internazionale.

### Il soggiorno negli Stati Uniti e la Mazzini Society
Di fronte all'invasione tedesca della Francia, il 17 giugno 1940, Alberto Tarchiani lasciò Parigi insieme ai coniugi Pacciardi; si unì poi all'ex Ministro degli Esteri Carlo Sforza, parimenti esule, e raggiunse Bordeaux. Il giorno dopo, i fuggitivi si imbarcarono su un cargo olandese, e riuscirono a sbarcare illesi in Gran Bretagna. Di lì, dopo un breve soggiorno a Londra, Tarchiani, insieme a Sforza, al quale lo univa l'identità della linea politica e una profonda stima reciproca, emigrò negli Stati Uniti.
Durante il soggiorno negli Stati Uniti, Tarchiani collaborò per candidare Sforza a leader del movimento antifascista nel mondo e, implicitamente, di un'Italia liberata dalla dittatura fascista.
Lo strumento che i due esuli scelsero fu la Mazzini Society, un'associazione di matrice democratico-repubblicana, nel solco della tradizione risorgimentale, fondata da Gaetano Salvemini nel settembre 1939, e di cui il giornalista Max Ascoli aveva assunto la presidenza. Ben presto Tarchiani assunse la carica di segretario dell'associazione. Attraverso la Mazzini Society, Sforza e Tarchiani contavano di acquisire l'appoggio del governo degli Stati Uniti, per la creazione di un Comitato nazionale italiano, cioè una forma di governo in esilio. Con il progressivo avanzamento delle truppe alleate in nord Africa (1941-42), circolò anche l'ipotesi di un governo in esilio in Libia e, addirittura, di una “legione italiana” con alla guida Randolfo Pacciardi, anch'egli giunto negli Stati Uniti nel dicembre 1941.
Tuttavia, l'atteggiamento delle autorità americane verso tale progetto non andò oltre quello di una tiepida attesa e gli analoghi contatti che si tentarono con la Gran Bretagna non ebbero alcun esito.

### Il ritorno in Italia e la partecipazione al Governo
Nel 1943, quando gli alleati sbarcarono in Italia, Tarchiani, Cianca, Aldo Garosci e Bruno Zevi si imbarcarono per rientrare in Europa su una "Queen Mary" trasformata per il trasporto truppe. Giunti in Inghilterra dopo un viaggio non privo di incognite e pericoli, attivarono subito la radio clandestina di Giustizia e Libertà, trasmettendo per tutto l'arco della giornata attacchi al regime e alla monarchia, rea di esserne stata complice, e affiancando i primi nuclei antifascisti.
Nell'agosto del '43, Tarchiani e altri del gruppo riuscirono, dopo lo sbarco alleato in Sicilia, a imbarcarsi per l'Italia. Giunse dapprima a Salerno e, dopo aver condotto in salvo a Capri Benedetto Croce, partecipò allo sbarco di Anzio con l'intenzione di unirsi alla lotta partigiana a Roma. Di tale episodio ha lasciato memoria in un breve diario pubblicato. Aderì al Partito d'Azione, ove militò sino al suo scioglimento (1947).
Il 22 aprile 1944, Tarchiani fu nominato ministro dei lavori pubblici del secondo governo Badoglio, per poi essere nominato commissario straordinario del Crediop (Consorzio di credito per le opere pubbliche) e dell'ICIPU (Istituto di Credito per le imprese di pubblica utilità). Nel febbraio 1945, presidente del Consiglio Ivanoe Bonomi e ministro degli Esteri Alcide De Gasperi, Alberto Tarchiani partì per Washington in qualità di ambasciatore; vi rimase fino al gennaio del 1955: un periodo non solo lungo per un Capo di Missione Diplomatica, ma soprattutto cruciale per la ripresa della vita e della presenza italiana sullo scenario internazionale.

### La carriera diplomatica
La sua candidatura ad ambasciatore era stata caldeggiata da Carlo Sforza, che successivamente tornerà Ministro degli Esteri, e si rivelò particolarmente felice come scelta poiché Tarchiani era un profondo conoscitore degli Stati Uniti, dove godeva di larga stima per il suo antifascismo e per la sua capacità, non comune all'epoca, di comprendere i meccanismi della politica e dell'opinione pubblica di quel paese.
Negli USA era già presente la delegazione economica composta da Quinto Quintieri, Raffaele Mattioli, Enrico Cuccia, Mario Morelli ed Egidio Ortona partita il 3 novembre 1944 con lo scopo di ottenere aiuti economici per la ricostruzione, ma tutta l'attività diplomatica era ovviamente ferma dall'inizio delle operazioni belliche. Nel decennio di permanenza a Washington, Tarchiani ebbe a trattare con l'amministrazione democratica di Harry Truman e, successivamente, con quella repubblicana di Dwight David Eisenhower. I problemi più urgenti da affrontare furono il Trattato di Pace e gli aiuti economici di cui l'Italia, uscita da una guerra rovinosa, aveva assoluta necessità.
Per quanto riguarda il Trattato di Pace si sperava che i termini potessero essere attenuati grazie alla "cobelligeranza" degli ultimi due anni di guerra; in realtà non fu così soprattutto per l'opposizione di Gran Bretagna e Russia, mentre i francesi si accontentarono di qualche rivendicazione territoriale. Altro nodo cruciale del Trattato era la questione di Trieste e la spartizione tra l'Italia e la Iugoslavia di Tito del "Territorio Libero di Trieste"(TLT) diviso nelle zone A e B, rispettivamente sotto l'amministrazione temporanea alleata e quella iugoslava. Le trattative, che in un primo periodo volsero a nostro favore, furono poi complicate, a discapito dell'Italia, dall'allontanamento di Tito dall'URSS.
Infatti, se in un primo tempo gli alleati erano propensi ad accordare all'Italia quei territori che erano di etnia prevalentemente italiana, la necessità di evitare un riavvicinamento di Tito all'Unione Sovietica portò ad un irrigidimento della posizione alleata, soprattutto da parte inglese. La questione si chiuse nel 1954 con il riconoscimento della situazione di fatto e l'assegnazione, oltre che di Trieste, della zona A all'Italia.

### Memorie
Le estenuanti e altalenanti trattative che si svilupparono nel corso di dieci anni sono vivacemente raccontate da Tarchiani in "Dieci anni tra Roma e Washington". In questo libro di memorie traspaiono anche le difficoltà che Tarchiani incontrò nella sua missione nel far comprendere a Washington le complicate alchimie della politica italiana, che già allora mostrava tutte quelle debolezze che ancora oggi la caratterizzano, e di portare la classe politica italiana ad una visione meno particolaristica e più aderente ai tempi, del ruolo italiano in campo internazionale. Ne è un esempio l'atteggiamento intransigente dello stesso De Gasperi verso una proposta avanzata dal segretario di Stato americano John Foster Dulles per la soluzione della questione triestina. Quella soluzione, con il senno di poi, si presentava molto più vantaggiosa di quanto fu ratificato, ma l'ostinazione di De Gasperi nell'includere nella zona italiana la cittadina di Umago diede agli americani, che la ritenevano il massimo di quanto si potesse ottenere, la possibilità di presentarla a Tito senza quella clausola ne varietur inizialmente prevista.
La forte presenza del Partito Comunista in Italia fu un altro punto nodale di quel periodo che dalla fine del conflitto aveva visto il sorgere di un mondo bipolare. Tarchiani, sottovalutando la componente ideologica, riteneva che il progresso e lo sviluppo economico costituissero il miglior argine nei confronti del comunismo. Con l'amministrazione repubblicana di Eisenhower i toni sull'anticomunismo andarono inasprendosi, anche e soprattutto a causa della guerra in Corea, e Tarchiani faticò non poco nell'attenuare quello che veniva considerato un pericolo imminente in Italia, anche per la visione che ne aveva la neo ambasciatrice statunitense a Roma Clare Boothe Luce.
Dalle pagine dei diari di Tarchiani traspare, con il tatto tipico del diplomatico, la non molta considerazione che egli aveva per l'ambasciatrice Luce sia per la rappresentazione dell'Italia che veniva da lei portata all'attenzione del governo e dell'opinione pubblica statunitense sia per le pretese di intromissione della rappresentante statunitense nella vita economica e politica dell'Italia. Altri temi fondamentali di quel periodo furono la CED (Comunità Europea di Difesa), l'Unione Europea, il cui progetto stava compiendo i primi passi, e la nostra ammissione all'ONU che avvenne però nel dicembre del 1955, quando Tarchiani aveva già lasciato il suo incarico.

## Opere
- Il mio diario di Anzio, Milano, Mondadori, 1947
- America-Italia. Le dieci giornate di De Gasperi negli Stati Uniti, Milano, Rizzoli, 1947
- Dieci anni tra Roma e Washington, Milano, Mondadori, 1955
- Daniela Felisini (a cura di ), Tormenti di un ambasciatore. L'anno conclusivo di Washington 1954, Rubbettino, Soveria Manelli, 2006
- Domenico Fracchiolla, Un ambasciatore della "nuova Italia" a Washington, FrancoAngeli, Milano, 2012